# مهراد
مِهراد نامی به زبان فارسی به معنای (مِه= راد) + (بزرگ= بخشنده(مهتر))
 است.

## نام کوچک
- مهراد آتشی، یک بازیکن بسکتبال اهل ایران

## نام خانوادگی
- فرهاد مهراد، خواننده، آهنگ‌ساز و نوازنده پاپ راک اهل ایران
- جعفر مهراد، عضو هیأت‌علمی دانشگاه شیراز